# Kanton Lille-Nord-Est
Kanton Lille-Nord-Est (francouzsky Canton de Lille-Nord-Est) je francouzský kanton v departementu Nord v regionu Nord-Pas-de-Calais. Tvoří ho dvě obce.

## Obce kantonu
- Lille (severovýchodní část)
- Mons-en-Barœul